# Le Facteur (film, 1994)
Ne doit pas être confondu avec Il Postino.
Pour les articles homonymes, voir Le Facteur.
Pour plus de détails, voir Fiche technique et Distribution.
Le Facteur (Il postino) est un film franco-belgo-italien réalisé par Michael Radford et Massimo Troisi et adapté du roman Une ardente patience d'Antonio Skármeta, sorti en 1994.

## Synopsis
Contrairement à la pièce et au film de 1983 (Ardiente paciencia (es)) réalisé par Skármeta - qui est bien sûr fidèle à l'Histoire du Chili et de son poète, l'action transposée par Radford se déroule dans les années 1950, sur la petite île italienne de Salina en mer Méditerranée.  Mario, un jeune homme presque illettré, s'engage comme facteur et livre du courrier à Pablo Neruda, exilé sur l'île. Au fil des dessertes de courrier, Pablo et Mario vont se lier d'amitié. Mario apprendra alors le pouvoir de la poésie.

## Fiche technique
- Titre original : Il postino
- Réalisateur : Michael Radford
- Scénario : Furio Scarpelli, Giacomo Scarpelli, Michael Radford, Anna Pavignano, Massimo Troisi[1]
- Producteurs : Mario Cecchi Gori, Vittorio Cecchi Gori, Gaetano Daniele
- Musique : Luis Bacalov
- Genre : comédie dramatique
- Pays de production :  Italie
- Durée : 108 minutes (1 h 48)
- Année de production : 1994
- Date de sortie :
  - France : 24 avril 1996

## Distribution
- Massimo Troisi : Mario Ruoppolo, le facteur
- Philippe Noiret : Pablo Neruda (doublé en italien par Bruno Alessandro)
- Renato Scarpa : le télégraphiste
- Linda Moretti : Donna Rosa
- Maria Grazia Cucinotta : Beatrice Russo
- Mariano Rigillo: Di Cosimo
- Anna Bonaiuto: Matilde
- Carlo Di Maio : le prêtre
- Simona Caparrini : Elsa Morante (non créditée)

## Autour du film
- Massimo Troisi tenait énormément au projet et, contre l'avis de ses médecins, retarda une opération cardiaque pour pouvoir le tourner. Il succomba à une crise cardiaque le lendemain du dernier jour de tournage.
- Le tournage eu lieu dans l'île de Salina (au nord de la Sicile), ainsi que dans l'île de Procida (dans le golfe de Naples) notamment le petit port situé à l'Est de l'île : le restaurant où travaille Béatrice sur Marina di Corricella, ainsi que le dôme de Santuario San Maria delle Grazie incoronata.
- Dans la nouvelle qui a inspiré le film, l'action se situe dans les années 1970 sur la côte chilienne. Le film transpose l'action en 1953 en Italie. Pablo Neruda vécut un certain temps en 1952 dans une villa à Capri puis à Ischia.

## Distinctions
Le film rencontra un énorme succès dans les pays anglo-saxons, restant notamment à l'affiche durant deux ans à New York.

### Récompenses
- Académie britannique des arts du cinéma et de la télévision 1996 : meilleur réalisateur pour Michael Radford
- Oscars 1996 : prix de la meilleure musique de film pour Luis Bacalov
- Lumières de la presse internationale 1997 : meilleur film étranger

### Nominations
- Académie britannique des arts du cinéma et de la télévision 1996 : meilleur acteur (Massimo Troisi) et meilleur scénario adapté
- Oscars 1996 : meilleur film, meilleur réalisateur, meilleur scénario adapté, meilleur acteur (Massimo Troisi)
- César 1997 : meilleur film étranger